# Call of Duty: WWII
Call of Duty: WWII es un videojuego de disparos en primera persona desarrollado por Sledgehammer Games, distribuido por Activision, perteneciente a la franquicia Call of Duty y es la decimocuarta entrega de la saga. La ambientación del juego se basa en la Segunda Guerra Mundial y rompió con la temática del futurismo de anteriores juegos de la saga. El tráiler sobre el modo historia se estrenó el 18 de septiembre de 2017.
El videojuego salió a la venta el 3 de noviembre de 2017 para las consolas de PlayStation 4, Xbox One y Microsoft Windows. 
La beta del videojuego para PlayStation 4 estuvo disponible desde el 25 de agosto de 2017 hasta el 4 de septiembre, y en Xbox ONE se inició el 1 de septiembre y finalizó el 4. En PC estuvo disponible desde el 29 de septiembre de 2017 hasta el 2 de octubre. En esta última plataforma se recibieron quejas debido al rendimiento y la gran presencia de hackers que utilizaban aimbot.

## Jugabilidad
El videojuego no se caracteriza por el sprint mecánico como se observó en las anteriores dos entregas (Call of Duty: Infinite Warfare y Call of Duty: Black Ops 3).  En vez del movimiento mecánico, que permite al jugador deslizarse rápidamente en el suelo, WWII se caracteriza por el hit-the-deck, que permite al jugador saltar hacia delante y tirarse al suelo rápidamente, similar al previo movimiento mecánica de dolphin dive en los videojuegos de Treyarch Call of Duty: Black Ops y Call of Duty: Black Ops II.
Durante la campaña, el jugador contará con una barra de salud y botiquines que irá encontrado durante el juego o lo solicitará a Zussman. A su vez el jugador recibirá ciertas cosas de sus compañeros cada vez que se llene la barra de pelotón.
Turner: munición que se te restablecerá exceptuando el cargador.
Zussman: botiquines para curarte. Solo puedes llevar 4 en total.
Aiello: te dará humo de señalización para morteros.
Stiles: similar a Turner, te dará granadas. 
Pierson: te marcará a los enemigos que estén vivos.

### Multijugador
El modo multijugador de Call of Duty: WWII se reveló en el E3 2017, los días 13 y 15 de junio. Los jugadores que reserven el juego serán invitados a tener la beta, que inicialmente estará disponible para PlayStation 4, pero será estrenado en otras plataformas más tarde. Además, los usuarios tienen la oportunidad de jugar con personajes femeninos durante sus partidas en línea. El modo multijugador en línea incluyó, en el momento de su lanzamiento, nueve mapas: "Aachen", "Ardennes Forest", "Flak Tower", "Gibraltar", "Gustav Cannon", "London Docks", "Pointe du Hoc", "Sainte Marie du Mont" y "USS Texas". Un mes después del lanzamiento del juego, en diciembre de 2017, apareció una primera actualización importante, «Asedio invernal», que incluía un nuevo mapa, "Carentan".
La Wehrmacht estará disponible ya que no eran nazis, mientras que la Waffen SS no estará disponible ya que fueron miembros del Partido Nazi, que fue el responsable de los crímenes de la guerra. También habrá áreas donde los jugadores podrán enfrentarse en peleas 1 vs 1, mientras los otros jugadores son espectadores del duelo.
El 19 de diciembre de 2017, Activision lanzó un avance del primer paquete descargable, «The Resistance», que contiene tres nuevos mapas multijugador: "Anthropoid", "Valkyrie" y "Occupation" (este último es un remake de "Resistance" de Call of Duty: Modern Warfare 3), un nuevo mapa de guerra: "Operation Intercept", y un nuevo mapa de Zombis Nazis, "The Darkest Shore". El paquete de mapas se publicó el 30 de enero de 2018, primero en PlayStation 4, 30 días antes del lanzamiento en Xbox One y Steam.
Activision anunció el segundo DLC o paquete descargable llamado «The War Machine» para el 10 de abril. El nuevo contenido incluye tres nuevos mapas multijugador "Dunkerque", "Egipto" y "V-2", así como un nuevo mapa para el tipo de juego guerra llamado "Operation Husky" y un nuevo capítulo de Zombis, "The Shadowed Throne".
El 19 de junio de 2018, Activision anunció el tercer paquete de contenido descargable, «United Front», que contiene tres nuevos mapas multijugador: "Monte Cassino", "Market Garden" y "Stalingrado"; un nuevo mapa de guerra: "Operation Supercharge"; y tres nuevos mapas de Zombies Nazis: "Into the Storm", "Across the Depth", y "Below the Ice", conocidos colectivamente como The Tortured Path. El paquete de mapas se lanzó el 26 de junio de 2018, primero en PlayStation 4 y el 26 de julio de 2018 en Xbox One y Steam.

## Campaña
La campaña tendrá presente la ocupación de Francia, la ocupación de Bélgica y el cruce desde el río Rin hasta Alemania. La historia abarca fechas entre 1944 y 1945, así mismo también aparecerán otros eventos ocurridos entre 1940 y 1944 para ayudar a entender a los personajes y la historia.
En la campaña individual tendrá lugar la acción de dos soldados de la 1.ª División de Infantería: El soldado de 19 años de primera clase, Ronald Red Daniels (Brett Zimmerman) y su mejor amigo Robert Zussman (Jonathan Tucker); pero también contará con la participación de Rousseau, una maquis líder de la Resistencia francesa, el mayor Edgar Crowley, británico oficial de la Dirección de Operaciones Especiales, el sargento William Pierson (Josh Duhamel) y el teniente Joseph Turner (Jeffrey Pierce).

### Capítulos
- Día D ( Normandía, Francia, 6 de junio de 1944): el soldado Daniels, que forma parte del pelotón formado por el teniente Turner, el sargento Pierson y los soldados Zussman, Aiello y Stiles, se dispone a participar en el Desembarco de Normandía, siendo uno de los que forma parte del desembarco en la playa de Omaha. En medio del camino cuando están a punto de desembarcar son atacados por las tropas enemigas. Su pelotón consigue atravesar las defensas de la playa y despejar los búnkeres infestados de alemanes. Tras acabar con el último de ellos, Zussman resulta herido tras un enfrentamiento con un alemán; Daniels se ve obligado a arrastrar con él hasta las posiciones americanas mientras tiene que acabar con los alemanes que se cruzan en su camino. Una vez Zussman es puesto a salvo, el pelotón acude a una granja a acabar con un cañón Flak 88. Tras asegurar la cabeza de playa, Zussman es trasladado para ser curado de sus heridas; los estadounidenses consiguen su objetivo de tomar la playa, a cambio de un coste en vidas muy alto.

- Operación Cobra ( Caen, Francia, 25 de julio de 1944): el pelotón acude en camino a Marigny, lugar clave en su camino hacia París. Al pelotón se reincorpora Zussman, ya recuperado de sus heridas, aunque sin contar con la aprobación del sargento Pierson. Una columna acorazada de M4 Sherman acude hasta Marigny, pero se ven atacados por Stukas y el pelotón tiene que acabar con un antiaéreo que evita que los cazas escolten a los tanques; Daniels emplea el antiaéreo en contra los alemanes, destruyendo varios Stukas y después se reúnen con la columna. A continuación, deben acabar con un nido de cañones anticarro que bloquea el avance de los blindados. Cuando parecía que la misión había concluido, el comandante Davis les asigna que acudan a apoyar a la Compañía Charlie, la cual se encuentra bajo asedio en Marigny. Logran acudir en jeeps y rechazar a los alemanes en una aldea cercana a Marigny.

- Fortaleza (Marigny, Francia, 26 de julio de 1944): Daniels se despierta de un sueño recurrente suyo, en el cual se encuentra cazando con su hermano Paul; en el sueño, Daniels no consigue disparar a un lobo que está atacando a su hermano, desde entonces, se prometió a sí mismo no volver a decepcionarlo. De vuelta en el presente, el pelotón se encuentra librado duros combates en Marigny, teniendo que asaltar la iglesia del pueblo. Desde allí, Daniels tiene que cubrir a Zussman y Aiello mientras eliminan los cañones antiaéreos alemanes, sin embargo, la torre de la iglesia es derribada, teniendo que aguantar el contraataque de los alemanes hasta la llegada de los cazas aliados.

- DOE ( Falaise, Francia, 20 de agosto de 1944): el comandante Davis reasigna al pelotón con el SOE, las fuerzas especiales británicas, con el objetivo de eliminar un tren alemán que transporta cohetes V2; dicho tren está fuertemente armado y blindado, por lo que un asalto directo sería un suicidio. El pelotón colabora con los agentes Crowley y Vivian para llegar hasta el tren en mitad de la noche en sigilo, sin embargo, el plan no sale como esperaban y son descubiertos, teniendo que perseguir al tren en jeep Daniels y Zussman. Finalmente logran su objetivo y consiguen hacer descarrilar el tren; si bien el plan era capturarlo, son rescatados por una miembro de la Resistencia francesa que responde al nombre de «Rousseau».

- Liberación ( París, Francia, 25 de agosto de 1944): el pelotón se reúne con Crowley y la Resistencia; el plan del británico es que él y Rousseau se hagan pasar por oficiales alemanes y así llegar hasta el cuartel general de la guarnición alemana en París, tras volar las puertas, el pelotón se unirá a la Resistencia para expulsarlos. El jugador se pone en la piel de Rousseau, la cual se hace pasar por una agregada militar cuya misión es devolver a Alemania al comandante Heinrich, jefe de la guarnición. Rousseau logra infiltrarse en el cuartel y reunirse con Fischer, el contacto de la Resistencia, quien debe proporcionarle los explosivos para volar las puertas. Tras reunirse con Heinrich, se descubre que este ya sabía de los planes de la Resistencia, pero Rousseau consigue acabar con él tras un forcejeo. Tras la explosión, el juego regresa con Daniels, quien, junto a la Resistencia, se enfrenta a las tropas alemanas en mitad de las calles de París. Una vez tomado el cuartel de la guarnición, consiguen rechazar un asalto alemán. En ese momento, Rousseau les informa que las fuerzas de Charles de Gaulle entran en la ciudad, culminando la liberación de la capital.

- Daño colateral ( Aquisgrán, Alemania, 18 de octubre de 1944): meses han pasado tras la liberación de París y el avance de los aliados ha sido fulgurante, sin embargo, la tensión en el pelotón de Daniels se incrementa entre Turner y Pierson. Para el otoño de 1944, los Aliados se preparan para penetrar en el territorio germano y su primer objetivo es la ciudad de Aquisgrán. La defensa de los alemanes es enconada y el pelotón de Daniels se halla bajo fuego intenso cerca del teatro de la ciudad; solicitan ayuda a los blindados y el juego nos traslada al M4 Sherman del sargento Augustine Pérez, el cual se dispone a acudir a rescatar al pelotón. Con su Sherman acaban con varios Panzer IV y un Tiger II que se cruzan en su camino hasta llegar a la plaza, donde el juego retorna con Daniels y su pelotón. Los últimos reductos alemanes se refugian en un hotel y el pelotón acude a tomarlo. Tras duros combates calle por calle y edificio por edificio, llegan al hotel, topándose con un grupo de civiles alemanes en las bodegas; Turner quiere rescatar a los civiles, mientras que Pierson insiste en asegurar el hotel. Mientras los estadounidenses rechazan un asalto alemán sobre el hotel, Daniels baja a las bodegas y rescata a una niña llamada Anne, logrando sacarla sana y salva, sin embargo, su hermana mayor fallece durante un fuego cruzado.

- Carnicería ( Bosque de Hürtgen, Alemania, 14 de noviembre de 1944): el comandante Davis reprende a Turner y Pierson por lo ocurrido en Aquisgrán con los civiles. Mientras aguardan su destino, Daniels se entera por una carta de su novia Herzel de que está embarazada. Su siguiente misión es acudir a Hürtgenwald, donde deben acabar con la resistencia alemana en los bosques para allanar el paso sobre el río Rin. El objetivo del pelotón es tomar la colina 493 para dominar el valle; primero acuden a un puente a punto de ser atacado por los alemanes, ayudando en su defensa. El pelotón se divide, acudiendo Daniels junto a Turner y Stiles a la base de la colina donde son bombardeados intensamente por los alemanes, sufriendo muchas bajas. Daniels queda aturdido y es rescatado por la figura de su hermano Paul, el cual le exhorta a levantarse y seguir luchando. Tras quedar rezagado, Daniels consigue reunirse con Turner y Stiles para después tomar un molino cercano. Turner y Stiles resisten un asalto alemán aguardando el retorno de Pierson, del cual temen que cometa una imprudencia.

- Colina 493 ( Bosque de Hürtgen, Alemania, 14 de noviembre de 1944): el pelotón continúa aguardando el retorno de Pierson, hasta que se enteran de que este planea asaltar la colina 493, de manera que corren para reunirse con él. La colina se encuentra muy bien defendida, pero finalmente consiguen encontrarse con Pierson, Zussman y Aiello. Logran tomar la colina, pero Turner reprende a Pierson por su imprudencia y las bajas que ha causado. Sin embargo, la batalla aún no ha acabado, pues deben eliminar con varios cañones de artillería que amenazan su posición. En ese momento, un asalto alemán dirigido por un Tiger les sorprende, teniendo Daniels que inutilizarlo con los escasos medios de los que disponen. Turner trata de ayudar a Daniels, pero recibe un disparo de un alemán de la dotación del tanque. Moribundo, Turner insiste en quedarse atrás para intentar contener a los alemanes pese a las súplicas de Pierson; Turner cae ante los alemanes intentado asegurar la retirada de su pelotón y la llegada de los convoyes. Pierson asciende como nueva cabeza del pelotón y nombra a Daniels como su segundo ascendiéndolo al rango de cabo.

- Batalla de las Ardenas ( Árdenas, Bélgica, 25 de diciembre de 1944): en pleno momento álgido de la Batalla de las Ardenas, Pierson comienza a ahogar sus penas en la bebida tras la muerte de Turner. El pelotón debe apoyar a un convoy con destino al Rin. Daniels también conoce a Howard, un ex suboficial afroamericano que se une al pelotón para proteger al convoy de suministros. Sin embargo, el convoy es atacado por los alemanes, teniendo que acudir a solicitar apoyo aéreo. El juego nos traslada entonces con un caza Republic P-47 Thunderbolt, cuyo escuadrón se dirige a proporcionarles apoyo, mientras que tienen que resistir un ataque de varios cazas alemanes. A duras penas, los estadounidenses consiguen resistir el avance alemán hasta la llegada de los cazas, los cuales eliminan a los atacantes.

- Emboscada ( Árdenas, Bélgica, 27 de diciembre de 1944): mientras conducían una columna de prisioneros alemanes, descubren que uno llevaba instrucciones para volar el puente de Remagen, el último puente intacto que cruza el Rin. El pelotón se dispone entonces a aguardar un convoy alemán, uniéndose Daniels a Howard y Zussman en la emboscada. Tras ocultarse en uno de los camiones, Daniels y Zussman llegan a un aeródromo donde deben apoyar a Pierson y los demás mientras destruyen los vehículos germanos. El asalto es un éxito, sin embargo, Daniels y Zussman son descubiertos por los alemanes y Zussman tomado prisionero; Daniels insiste en acudir en su rescate pese a que Pierson le ordena continuar con la misión. En solitario, Daniels acude tras Zussman, pero fracasa, observando como este se aleja junto a sus captores. Pierson acusa a Daniels de deserción, afirmando que ya no lo quiere en su pelotón. Por su parte, Zussman llega a un campo de prisioneros alemán, donde observa cómo el capitán de las SS Metz trata de localizar a todos los judíos que se hallen entre ellos, lo que afecta al propio Zussman. Tras golpear a Zussman, Metz ordena su traslado al campo de concentración. Mientras se hallaba aguardando su traslado, Daniels descubre por boca del comandante Davis que Pierson sufrió un gran trauma durante la Batalla del paso de Kasserine cuando perdió a todos sus hombres tratando de rescatarlos; asimismo, afirma que va a ser licenciado con honores y que regresará a casa. En ese instante, se observa a Daniels regresando a su hogar junto a su novia y su hermano, aunque atormentado por los recuerdos sobre Zussman.

- El Rin ( Remagen, Alemania, 7 de marzo de 1945): Daniels confronta a Pierson, el cual a los puños no quiere que regrese a su pelotón. Luego Pierson le cuenta a Daniels su experiencia en Kasserine y este último le revela su licenciatura con honores y cómo la ha rechazado para regresar al frente y poder rescatar a Zussman; el objetivo del pelotón es capturar el puente de la ciudad de Remagen, el último en pie sobre el Rin. Admirando su capacidad de sacrificio, Pierson le admite de nuevo, siendo recibido de vuelta por sus compañeros. El pelotón acude hacia el puente, el cual está fuertemente defendido por los alemanes. El pelotón asalta las torres de defensa y después tienen que cruzar el puente eliminando a todos los alemanes a su paso. Éstos tratan de volar el puente, pero sus intentos fracasan. Finalmente logran cruzar y tratan de establecer una cabeza de puente acabando con la dura resistencia de los alemanes. Los Sherman comienzan a cruzar el puente y los alemanes se rinden finalmente a los americanos. Pierson les informa de que existen campos de prisioneros en la zona y se disponen a registrarlos para localizar a Zussman.

- Epílogo ( Berga, Alemania, 4 de abril de 1945): el pelotón parte hacia el este, siendo partícipes del macabro descubrimiento de los campos de exterminio nazis. Llegan a uno de ellos donde podría encontrarse Zussman, descubriendo a muchos prisioneros muertos y el campo evacuado. Daniels regresa entonces a su pasado, resultando ser que su hermano Paul falleció de sus heridas debido a que no pudo ayudarle. Decidido a no volver a revivir ese recuerdo, cruza el bosque y elimina a Metz justo cuando se disponía a acabar con Zussman; este se encuentra gravemente herido y desnutrido, pero vivo. La guerra ha finalizado y los soldados regresan a casa finalmente; Aiello regresa a Queens; Pierson le revela que continuará su carrera en el Ejército; Zussman aún se encuentra en el hospital y recibe la visita de Daniels, el cual regresa a Texas junto a su novia y su futuro hijo ahora ya en paz consigo mismo y depositando su Estrella de Bronce sobre la tumba de Paul, agradeciéndole todo lo que le enseñó.

## Personajes principales
- Soldado de primera Ronald "Red" Daniels (Brett Zimmerman)

- Sargento William Pierson (Josh Duhamel)
- Soldado de primera Robert Zussman (Jonathan Tucker)
- Soldado Drew Stiles (Kevin Coubal)
- Técnico de Quinto Grado Frank Aiello (Jeff Schine)
- Teniente Joseph Turner (Jeffrey Pierce)

Alejandro Villanueva, el jugador estadounidense de los Pittsburgh Steelers y la NFL, apareció en el videojuego por haber sido exmarine y veterano de guerra de Afganistán. Su compañero Le'Veon Bell también tiene una aparición en el videojuego.

## Armamento
En el videojuego aparecen las siguientes armas basadas en las reales de la Segunda Guerra Mundial:
- Fusiles: M1941, M1 Garand, STG44, Carabina M1A1, FG 42, BAR, SVT-40, Gewehr 43, Volkssturmgewehr, Tipo 5, Carabina M2, Itra de ráfagas, AVS-36, Autómata, AS-44, NZ-41, GBD-79, KG M-21 y Wimmersperg Spz

- Subfusiles: M3, PPSH-41, Tipo 100, Waffe 28, M1928 ,  MP-40, Sten, Orso, M-38, Sterling, Nambu tipo 2, ZK-383, Ribeyrolles, Proto-X1, EMP 44, Błyskawica , Bechowiec y ERMA EMP

- Ametralladoras ligeras: Lewis, MG 15, Bren, MG 42, GPMG, MG 81, Stinger, VMG 1927, LAD y Chatellerault.

- Fusiles de francotirador: Karabin, Lee Enfield, M1903 y Kar 98k, Tipo 38, Lever Action, PTRS-41, De Lisle, Fusil de 3 líneas y SDK de 9mm

- Escopetas: Escopeta de combate, M30 Luftwaffe drilling, Toggle Action, Escopeta recortada y Trabuco

- Pistolas: P-08, 1911, Pistola ametralladora, 9mm SAP, Enfield No. 2 y Reichsrevolver

- Artillería Pesada: Bazooka M1, Panzerschreck, Ballesta y Fliegerfaust

- Cuerpo a cuerpo: Pala de EE. UU., Piolet, Cuchillo de trinchera, Cuchillo de combate, Bate de béisbol, Hacha de incendios, Claymore, Cuchillo de puño y Mazo

## Recepción

### Crítica especializada
Call of Duty: WWII recibió críticas "generalmente favorables" de parte de los críticos, según el agregador de reseñas Metacritic.
Miguel Concepción de GameSpot otorgó al juego un 9/10, escribiendo que la campaña era "movida" y "saluda a la hermandad que crece y se fortalece en el campo de batalla", mientras elogió el "excelente diseño visual y de sonido" del juego. Daniel Tack de Game Informer le dio al juego un 8.75/10, afirmando que sentía que la campaña era el único inconveniente general; a pesar de capturar una "sensación explosiva característica a través de varios momentos de adrenalina", pensó que la progresión era tediosa como resultado de "tiroteos estándar y campos de muerte sin fin". Elogió al modo multijugador como la "estrella brillante de los tres modos", especialmente al disfrutar del nuevo modo de guerra del juego en términos de su variedad, y destacó el regreso a la jugabilidad tradicional y la gama de opciones de personalización.
En su revisión de 8.5/10 para EGMNow, Nick Plasses escribió que los protagonistas de la campaña estaban "bien caracterizados [...] y eran la causa de los conflictos más impactantes del juego". Elogió la falta de regeneración de la salud, lo que le dio al juego "nuevos niveles de estrategia y exploración, añadiendo más entretenimiento que frustración", y que la dependencia de sus compañeros soldados "requiere un mayor posicionamiento estratégico y gestión de recursos". Miranda Sánchez de IGN otorgó el juego 8/10, diciendo que la campaña fue una "perspectiva más humana de lo que hemos visto en los últimos años", con personajes interesantes y diversos. Sin embargo, criticó su tono conflictivo, así como varias misiones repetitivas y frustrantes. Ella escribió que los zombis eran el modo destacado en el juego, lo que ayudó a lograr "un balance gratificante para los entusiastas [...] fanáticos de los zombies y aquellos que solo quieren saltar y pasar un buen rato", aunque criticaron la experiencia sufrida al jugar con otras personas.
Chris Moyse de Destructoid elogió el juego como una "experiencia satisfactoria" y la campaña como "una de las mejores de la serie en algún momento", pero consideró que "también hace poco esfuerzo para revisar la marca como un todo, jugando increíblemente seguro cuando la oportunidad de reinvención estaba allí para tomarla". Russ Frushtick de Polygon elogió en general al multijugador, calificándolo de "fuerte y agradable", pero criticó la campaña, y escribió que "casi todas las misiones se sienten como déjà vu, como si ya lo hubiera jugado antes en otro juego" y que "cambiar el período de tiempo tan dramáticamente solo ayuda a destacar lo poco que ha cambiado desde la reinvención total de la franquicia con Call of Duty 4. " Jeff Gerstmann de Giant Bomb fue más crítico con el juego en su conjunto, y afirmó que "a pesar de todas las grandes conversaciones de Activision sobre la acción de "botas en el suelo" y cómo esto iba a ser un gran problema, el cambio de configuración no trajo inspiración nueva ni emocionante. Se siente como el Call of Duty más revolucionario que han hecho hasta ahora".
Eurogamer clasificó el juego como el 38.º en su lista de los "50 mejores juegos de 2017", mientras que EGMNow lo clasificó el 20.° en su lista de los 25 mejores juegos de 2017. El juego fue nominado para "Mejor shooter", "Mejores gráficos", "Mejor juego multijugador" y "Mejor espectador" en los Premios IGN de 2017.

### Ventas
El juego ganó más de $500 millones en sus primeros tres días de lanzamiento. El 20 de diciembre de 2017, se confirmó que el juego generó más de mil millones de dólares en ingresos, lo que lo convierte en el juego de consola más taquillero del año en América del Norte. A partir del 1 de enero de 2018, Call of Duty: WWII llegó a 20,7 millones de jugadores en todas las plataformas, 12,1 millones de jugadores en PlayStation 4, 7,8 millones en Xbox One y 825 000 en Steam.
La versión de PlayStation 4 vendió 168 234 copias en su primera semana de venta en Japón, por lo que fue el juego más vendido de la semana.